# 蘭迪·范華默
蘭迪·范華默（Randy VanWarmer，有時是Vanwarmer和Van Warmer; 1955年3月30日-2004年1月12日）是美國歌手兼吉他手。他最大名氣的流行音樂單曲是《當我最需要您時》("Just When I Needed You Most")。1979年9月，它在英國單曲榜上排名第8。在“ Billboard” Hot 100上排名第4位之後達到峰值和“ Billboard”中的第一名熱門成人當代曲目 
他為The Oak Ridge Boys樂隊寫了幾首歌，包括打入 U.S.國家第一名的“我猜它永遠不會傷害到有時候傷害”。這首歌出現在他1981年的專輯“Beat of Love”中，其中還包括流行歌曲“ Suzi Found a Weapon”，該歌曲在“ Billboard” Hot 100中排名第55位。

## 事業
出生於美國科羅拉多州印第安丘陵的蘭德爾·愛德溫·范·華默，羅傑·范·華默（1919-1967）的兒子 和貝蒂（NéeHarry,1919-2006）。在15歲時父親死於車禍三年後，他與母親一起搬到了英國康瓦爾郡。他在那裡的經歷啟發了“就在我最需要你的時候”的創作。
在1989年對“發行”的採訪中，范·華默說，阿爾伯特·格羅斯曼貝爾斯維爾（Bearsville）負責人，不允許他做電視或遊覽美國，這一策略並未取得成功。
他的後續專輯“Terraform”很黑，（與以前的作品相比）幾乎可以替代。根據《發行》，“Terraform”在日本和澳大利亞適度銷售。VanWarmer稍後會公開譴責他放棄夢幻民謠的決定。他在Bearsville創造了另外兩項記錄：“Beat of Love”和“The Dreams”。“愛的擊敗”包括單曲“蘇茲找到武器”，這是對貝爾斯維爾公共關係代表的敬意，範·沃默爾後來向他們求婚，並在阿拉斯加中排名第一。並獲得了一定數量的事後讚譽（例如，James A. Gardner在AllMusic中發表的評論）。但是格羅斯曼此後不久就去世了，範沃默的前途令人懷疑。
根據《發行》，在1980年代中期，Suzi VanWarmer從Beat of Love寄給Beat of Love一首歌《我猜它永遠不會傷害到傷害》美國音樂公司（MCA），然後將其發送給橡樹嶺男孩的製作人羅恩·尚西。他們把它放到他們的下一張專輯中。查理·傲慢錄製了VanWarmer的歌曲，邁克爾·約翰遜也錄製了這首歌。搬到納什維爾後，VanWarmer看到了他的歌曲“我在趕時間 (而且不知道為什麼)”。
他的最後一張專輯是對史蒂芬·福斯特的致敬，後者僅在日本死後發行。根據CD的底線說明，范·華默演奏了所有樂器。筆記還表明，他在得知自己白血病後幾天就完成了唱片的工作；他在福斯特逝世週年紀念日的前一天去世，享年48歲。
為了紀念他的最愛，他的一些火化遺體在2007年被送入太空，然後在2012年再次成功進行了SpaceX Dragon運載工具首次飛往國際空間站的私人太空飛行。

## 逝世
蘭迪·范華默於2004年1月12日在西雅圖去世。他以前一年患上白血病。的遺孀Suzi和他的兄弟Dave，Mark和Ron倖存下來。

## 專輯
- 《Warmer》– 1979年
- 《Terraform》– 1980年
- 《愛的跳動》– 1981年
- 《您夢寐以求的東西》– 1983年
- 《我是》– 1988年
- 《每時每刻》-  1990年
- 《第三個孩子》– 1994年
- 《重要的火花》– 1994年（備用標題：“我將耳語您的名字”）
- 《太陽，月亮和星星》- 1996年
- 《唱歌史蒂芬·福斯特》- 2005年
- 《歌曲作者》–2006年

## 單曲
| 年份   | 單曲                           | 位置圖 | 位置圖   | 位置圖 | 位置圖 | 位置圖     | 位置圖 | 位置圖 |
| 年份   | 單曲                           | US     | 美國鄉村 | 美國AC | CAN    | 可以交流電 | UK     | AUS    |
| ------ | ------------------------------ | ------ | -------- | ------ | ------ | ---------- | ------ | ------ |
| 1979年 | “必須離開這裡”                 | —      | —        | —      | —      | —          | —      | —      |
| 1979年 | “當我最需要您時”               | 4      | 71       | 1      | 32     | 5          | 8      | 17     |
| 1980年 | “給我打電話”                   | —      | —        | —      | —      | —          | —      | —      |
| 1980年 | “無論您決定如何”               | 77     | —        | —      | —      | —          | —      | —      |
| 1980年 | “上天堂”                       | —      | —        | —      | —      | —          | —      | —      |
| 1981年 | “不再重要”                     | —      | —        | —      | —      | —          | —      | —      |
| 1981年 | “我們只有今晚”                 | —      | —        | —      | —      | —          | —      | 92     |
| 1981年 | “蘇姿找到了武器”               | 55     | —        | —      | —      | —          | —      | 88     |
| 1988年 | “我會抱著你”                   | —      | 53       | —      | —      | —          | —      | —      |
| 1988年 | “落基山脈在哪裡接觸早晨的太陽” | —      | 72       | —      | —      | —          | —      | —      |